# Drago Grubelnik
Pour les articles homonymes, voir Drago.
Drago Grubelnik, né le 15 janvier 1976 à Radlje ob Dravi (Carinthie slovène) et mort le 17 novembre 2015  à Murnau am Staffelsee (Haute-Bavière), est un skieur alpin slovène.

## Biographie
Drago Grubelnik est victime d'un accident de voiture le 17 novembre 2015 à Sölden, en Autriche. Transporté et hospitalisé à Murnau am Staffelsee, en Bavière, il y meurt le même jour.

### Coupe du Monde
- Meilleur classement final : 43e en 1999.
- Meilleur résultat : 3e.